# Premio Birkhoff
Il premio George David Birkhoff è un riconoscimento assegnato ogni tre anni dall'American Mathematical Society e dalla Society for Industrial and Applied Mathematics in onore di George David Birkhoff, per eccezionali contributi in matematica applicata. Il vincitore deve obbligatoriamente appartenere ad una delle due società, e deve risiedere in Canada, Stati Uniti o Messico. Il premio ammonta a 5000 Dollari.

## Vincitori
- 1968 Jürgen K. Moser
- 1973 James B. Serrin e Fritz John
- 1978 Clifford Truesdell, Mark Kac e Garrett Birkhoff
- 1983 Paul R. Garabedian
- 1988 Elliott H. Lieb
- 1994 Ivo Babuška e S. R. S. Varadhan
- 1998 Paul H. Rabinowitz
- 2003 John Mather e Charles S. Peskin
- 2006 Cathleen Synge Morawetz
- 2009 Joel Smoller
- 2012 Björn Engquist
- 2015 Emmanuel Candès
- 2018 Bernd Sturmfels
- 2021 Gunther Uhlmann
- 2024 Ronald Coifman